# 中国に対するアメリカの制裁
米国政府は、中国政府、中国共産党 (CCP) の主要メンバー、人民解放軍 (PLA) に関連する特定の企業、および人権侵害に関連するその他の企業に対して制裁を適用している。米国は、1949年の中華人民共和国発足から1972年まで、中国に対する禁輸措置を維持していた。1989年の天安門広場での抗議行動と虐殺の後、米国は再び禁輸措置を課した。2020年以降、米国は、新疆ウイグル自治区でのウイグル人集団に対する大量虐殺と、香港とチベットでの人権侵害の申し立てに対応して、複数の中国政府高官と企業に対して制裁とビザ制限を課した。

## 初期中華人民共和国での制裁 (1949–1979)
1949年に中国で共産主義の支配が確立された後、以前はソビエト連邦に対して課されていた軍事技術またはインフラストラクチャの販売に対する禁輸措置が、新しく設立された中華人民共和国を含むように拡大された。朝鮮戦争の勃発後、さらなる貿易制限が課せられた。通商禁止は、中国の開国と公式関係の確立の直前の1972年にリチャード・ニクソン大統領の下で解除された。

## 1989年の天安門広場の抗議と虐殺後の制裁
1989年の天安門事件の後、ブッシュ・シニア政権は、デモ参加者の虐殺の後、中国に対して武器禁輸を課した。

## ファーウェイとZTEの機器の販売禁止
2018年8月、トランプ大統領は2019会計年度の国防権限法(NDAA 2019) に署名し、セキュリティ上の懸念を理由に、HuaweiとZTEの機器が米国連邦政府によって使用されることを禁止した。
さらに、2019年5月15日には、商務省は輸出管理規則の下で、同社が財務省の対外資産管理局からのライセンスを取得せずに、米国からイランおよびイラン政府へ「商品、技術、およびサービス (銀行およびその他の金融サービス) の輸出、再輸出、販売および供給を、直接的または間接的に、故意に故意に引き起こした」として起訴されたことを引用してHuaweiと70の海外子会社と「関連会社」をエンティティリストに追加した。これにより、米国企業は政府のライセンスなしにファーウェイと取引することが制限される。米国を拠点とするさまざまな企業が、規制を順守するためにファーウェイとの取引を即座に凍結した。

## 為替操作国
2019年8月、米国財務省は中国を為替操作国に指定し、その結果、中国は米国政府の調達契約から除外された。2020年1月、中国が自国の商品を外国人にとってより安くするために通貨の切り下げを控えることに同意した後、この指定は撤回された。

## ウイグル人権政策法に基づく制裁
2020年7月9日、第1次トランプ政権は、中国共産党政治局員(CCP Politburo)の陳全国、朱海倫、王明山、霍留军を含む中国高官に対して制裁(sanctions)とビザ制限を課した。制裁により、彼らとその近親者は米国への入国が禁止され、米国に拠点を置く資産が凍結される。

## 香港自治法に基づく制裁
林鄭月娥香港特別行政区行政長官と他の10人の香港政府高官は、香港の自治を弱体化させたとして、トランプ大統領の大統領令の下、米国財務省によって制裁を受けた。制裁は香港自治法に基づいており、ラム(林鄭月娥)は特別指定国民およびブロック対象者リストに記載される。
2020年12月7日、命令に従い、米国財務省は、「香港の自治を弱体化させ、表現または集会の自由を制限した」として、14人の中国全国人民代表大会の副議長全員に制裁(en:Executive Order 13936)を課した。

## 中国軍関連企業への投資禁止
2020年11月12日、ドナルド・トランプ大統領は、「中国共産党の軍事会社に資金を提供する証券投資からの脅威に対処」というタイトルの大統領令13959に署名した。大統領令は、すべての米国の投資家 (機関投資家および個人投資家を問わず) が、米国防総省によって「中国共産党の軍事会社」と特定された企業の証券を購入または投資することを禁止する。2021年1月14日現在、44社の中国企業が特定された。これらの企業のうち5社は、2021年3月までにニューヨーク証券取引所によって上場廃止となる予定である。2021年1月13日、大統領令が修正され、2021年11月11日までに企業からの売却が義務付けられた。

## 2022年ロシアのウクライナ侵攻
2022年6月、米国商務省は、ロシア軍に支援を提供したとして、5つの香港企業をエンティティリストに掲載した。2022年9月、対外資産管理局は、ロシアの軍事調達ネットワークに供給したとして、深圳の Sinno Electronics に制裁を課した。

## リファレンス
1. ↑  Cain, Frank (March 1, 2020). “America's trade embargo against China and the East in the Cold War Years”. Journal of Transatlantic Studies 18 (1):  19–35. doi:10.1057/s42738-019-00037-7.  オリジナルのApril 29, 2021時点におけるアーカイブ。 2020年10月23日閲覧。.
2. ↑  “Milestones: 1953–1960 - Office of the Historian”. history.state.gov. 2020年10月20日時点のオリジナルよりアーカイブ。2020年10月21日閲覧。
3. ↑  Chen, Xin-zhu J. (2006). “China and the US Trade Embargo, 1950–1972”. American Journal of Chinese Studies 13 (2):  169–186. JSTOR 44288827.  オリジナルの2019-01-01時点におけるアーカイブ。 2020年10月23日閲覧。.
4. ↑  “U.S. and European Union Arms Sales Since the 1989 Embargoes”. www.gao.gov (1998年4月28日). 2020年10月27日時点のオリジナルよりアーカイブ。2020年10月23日閲覧。
5. ↑  “Trump signs bill banning government use of Huawei and ZTE tech” (2018年8月13日). 2019年5月29日時点のオリジナルよりアーカイブ。2021年3月2日閲覧。
6. ↑  “New defense bill bans the U.S. Government from using Huawei and ZTE tech”. 2021年4月28日時点のオリジナルよりアーカイブ。2021年4月29日閲覧。
7. ↑  [https://www.defense.gov/Explore/News/Article/Article/1601016/president-signs-fiscal-2019-defense-authorization-act-at-fort-drum-ceremony/#:~:text=Trump%20today%20signed%20the%20%24717,forces%20by%2015%2C600%20service%20members Archived 2021-04-28 at the Wayback Machine..
8. ↑  Kastrenakes, Jacob (2018年8月13日). “Trump signs bill banning government use of Huawei and ZTE tech”. The Verge. 2019年5月29日時点のオリジナルよりアーカイブ。2019年5月29日閲覧。
9. ↑  “Addition of Entities to the Entity List”. Federal Register (2019年5月21日). 2019年6月8日時点のオリジナルよりアーカイブ。2019年6月8日閲覧。
10. ↑  Webster, Graham (2019年5月18日). “It's not just Huawei. Trump's new tech sector order could ripple through global supply chains.”. Washington Post.  オリジナルの2019年5月20日時点におけるアーカイブ。 2019年5月19日閲覧。
11. ↑  “Tech stocks slide on US decision to blacklist Huawei and 70 affiliates” (英語). TechCrunch. 2020年6月16日時点のオリジナルよりアーカイブ。2019年5月18日閲覧。
12. ↑  Kuo, Lily; Siddiqui, Sabrina (2019年5月16日). “Huawei hits back over Trump's national emergency on telecoms 'threat'” (英語). The Guardian (Washington). ISSN 0261-3077.  オリジナルの2019年5月20日時点におけるアーカイブ。 2019年5月18日閲覧。
13. ↑  “US places China's Huawei and 70 affiliates on trade blacklist”. South China Morning Post (2019年5月16日). 2019年5月22日時点のオリジナルよりアーカイブ。2019年5月22日閲覧。
14. ↑  Satariano, Adam; Zhong, Raymond; Wakabayashi, Daisuke (2019年5月20日). “U.S. Tech Suppliers, Including Google, Restrict Dealings With Huawei After Trump Order” (英語). The New York Times. ISSN 0362-4331.  オリジナルの2019年5月27日時点におけるアーカイブ。 2019年5月28日閲覧。
15. ↑  “What's wrong with Huawei, and why are countries banning the Chinese telecommunications firm?”. 2023年6月10日閲覧。
16. ↑  Shalal, Andrea; Lawder, David; Wroughton, Lesley; Brice, Makini (2019年8月5日). “U.S. designates China as currency manipulator for first time in decades”. Reuters.  オリジナルの2020年12月24日時点におけるアーカイブ。 2021年3月2日閲覧。
17. ↑  “Treasury Designates China as a Currency Manipulator” (Press release). United States Department of the Treasury. 5 August 2019. 2019年8月6日時点のオリジナルよりアーカイブ. 2021年3月2日閲覧.
18. ↑  “Trump pressured Mnuchin to label China 'currency manipulator', a move he had previously resisted”. Washington Post.  オリジナルの2021年3月15日時点におけるアーカイブ。 2021年3月2日閲覧。
19. ↑  Shalal, Andrea; Lawder, David; Wroughton, Lesley; Brice, Makini (2019年8月5日). “U.S. designates China as currency manipulator for first time in decades”. Reuters.  オリジナルの2020年12月24日時点におけるアーカイブ。 2021年3月2日閲覧。
20. ↑  “US reverses China 'currency manipulator' label”. BBC News. (2020年1月14日).  オリジナルの2021年3月8日時点におけるアーカイブ。 2021年3月2日閲覧。
21. ↑  “US sanctions Chinese officials over Xinjiang 'violations'”. www.bbc.com (2020年7月9日). 2020年7月10日時点のオリジナルよりアーカイブ。2020年8月17日閲覧。
22. ↑  “US sanctions Hong Kong leader Carrie Lam, police chief and 9 other top officials for 'undermining autonomy'”. Hong Kong Free Press HKFP. (2020年8月7日).  オリジナルの2021年3月3日時点におけるアーカイブ。 2020年8月7日閲覧。
23. ↑  Macias, Amanda (2020年8月7日). “U.S. sanctions Hong Kong leader Carrie Lam for carrying out Chinese 'policies of suppression'” (英語). CNBC.  オリジナルの2020年8月7日時点におけるアーカイブ。 2020年8月7日閲覧。
24. ↑  “Treasury Sanctions Individuals for Undermining Hong Kong's Autonomy”.  United States Department of the Treasury (2020年8月7日). 2020年8月7日時点のオリジナルよりアーカイブ。2020年8月7日閲覧。
25. ↑  “SPECIALLY DESIGNATED NATIONALS LIST UPDATE”. (2020年12月7日).  オリジナルの2020年12月7日時点におけるアーカイブ。 2020年12月7日閲覧。
26. ↑  Pamuk, Humeyra , Alexandra Alper, Idrees; Alper, Alexandra; Ali, Idrees (2020年11月13日). “Trump bans U.S. investments in companies linked to Chinese military” (英語). Reuters.  オリジナルの2020年12月11日時点におけるアーカイブ。 2020年12月15日閲覧。{{cite news}}:  CS1メンテナンス: 複数の名前/author (カテゴリ)
27. ↑  “Executive Order on Addressing the Threat from Securities Investments that Finance Communist Chinese Military Companies” (英語). The White House. 2020年12月14日時点のオリジナルよりアーカイブ。2020年12月15日閲覧。
28. ↑  He, Laura (2021年3月1日). “Wall Street is kicking out yet another big Chinese company”. CNN. 2021年3月2日時点のオリジナルよりアーカイブ。2021年3月2日閲覧。
29. ↑  “Trump bolsters ban on U.S. investments in China” (英語). Reuters. (2021年1月14日).  オリジナルの2021年4月29日時点におけるアーカイブ。 2021年1月14日閲覧。
30. ↑  Alper, Alexandra (2022年6月29日). “U.S. accuses five firms in China of supporting Russia's military” (英語). Reuters 2022年7月1日閲覧。
31. ↑  “US blacklists 25 Chinese entities, including firms aiding Russia’s military” (英語). South China Morning Post (2022年6月30日). 2022年7月1日閲覧。
32. ↑  “Treasury Imposes Swift and Severe Costs on Russia for Putin’s Purported Annexation of Regions of Ukraine” (英語). U.S. Department of the Treasury (2022年9月30日). 2022年9月30日閲覧。
33. ↑  Pao, Jeff (2022年6月30日). “US starts sanctioning China for supporting Russia” (英語). Asia Times. 2022年9月30日閲覧。